# شجرة الأيدي (رواية)
شجرة الأيدي The tree of Hands - رواية نشويقية من تأليف الكانبة روث ريندل Ruth Rendell ، صدرت في عام 1984م. والرواية حائزة على جائزة
الخنجر الفضي من قبل رابطة كتاب الجريمة (CWA ) عام 1984م، كما أنه قد تم إدراجها في القائمة المختصرة لجائزة إدغار من قبل نقابة كتاب أمريكا(MWA)، وذلك عند نشرها في أمريكا. وقد تم تحويل الرواية إلى فيلم سينمائي يحمل الاسم ذاته the tree of Hands 

## الملخص
تحكي رواية شجرة الأيدي قصة إمرأة شابة ثرية تدعى بينيت، ولديها ابن يبلغ من العمر عامان ويدعى جيمس، وقد انفصلت بينيت عن والد جيمس ، وهم يعسشون في شمال لندن، جاءت والدة بينيت التي تعيش مع والد بينيت في أسبانيا لزيارة ابنتها وحفيدها، والدة بينت لديها تاريخ من المرض العقلي وربما الفصام، وبينيت كانت خائفة من تصرفات والدتها وما يمكن أن تفعله. ولسوء الحظ، أصبح جيمس مريضًا للغاية ومات، وكانت بينيت في حالة ذهول وتقضي الكثير من الوقت في حالة من الحزن الشديد. تحاول والدتها الاعتناء بها. من ناحية ثانية وفي الجوار منهم يقع شاب في حب فتاه تدعى كارول ، والتي لديها أطفال كثيرة من علاقات سابقة، وهي تسيئ معاملة الأطفال خاصة طفلها الصغير جيسون ، تقوم والدة بينيت باختطاف جيسون واستبداله بجثة جيمس في محاولة لارضاء ابنتها ، بينيت كانت مرعوبة في بداية الأمر ولكن سرعان ما أحبت جيسون والذي كانت تناديه جاي، وحتى لا ينكشف أمرها أدركت بينيت أنه من الواجب مغادرة البلاد للبدء في حياة جديدة.